# Miyoko Schinner
Miyoko Schinner (nascuda amb el cognom Nishimoto) és una xef japonesa nacionalitzada estatunidenca, autora de llibres de cuina, fundadora d'un santuari animal i cap de la marca de formatge vegà Miyoko's Creamery. És una de les principals defensores del dret dels productes alimentaris vegans a utilitzar termes tradicionals de carn i lactis a les seves etiquetes.

## Infància i educació
Schinner va néixer amb el nom de Takano Miyoko en un poble als afores de Yokohama, Japó. Als set anys, es va mudar amb la seva mare als Estats Units. Va graduar-se a l'Institut de St. John, a Maryland.

## Carrera
Schinner va fer la transició a una alimentació vegana a mitjans de la dècada de 1980. Durant els anys 90, va impartir classes de cuina vegana, i el 1991 The Book Publishing Company li va publicar el primer llibre de cuina vegana The Now and Zen Epicure. El 1994 va obrir el restaurant vegà Now and Zen a San Francisco, que es va expandir i finalment va convertir-se en una empresa de menjar natural amb el mateix nom, que es va fundar l'any 2003. Schinner ha llançat al mercat diverses marques veganes, com ara UnTurkey, que va presentar a l'Exposició de Productes Naturals de 1995 juntament amb els competidors Tofurky i Hip Whip.
Book Publishing Company va publicar-li el llibre de cuina Artisan Vegan Cheese el 2012. Aquell mateix any va començar a copresentar el programa Vegan Mashup a Public Broadcasting Service, juntament amb Toni Fiore i Terry Hope Romero.
El 2014, Schinner va llançar l'empresa de formatge vegà Miyoko's Kitchen, que més tard va rebatejar amb el nom de Miyoko's Creamery. El fundador de la marca Tofurky, Seth Tibbott, va ser el primer inversor de l'empresa. El 2016, l'Associació Specialty Food va anunciar que l'empresa havia "crescut un 300% en un any", i "recentment van crear una nova seu de més de 28.000 peus quadrats (més de 2600 metres quadrats) a Petaluma."
El 2015, l'editorial Ten Speed Press va publicar-li el llibre The Homemade Vegan Pantry. L'any 2019, el llibre de receptes va ser nomenat un dels Millors Llibres de Cuina Vegana per la revista Good Housekeeping.
El mateix any, Schinner va fundar l'organització sense ànim de lucre Rancho Compasión, un santuari d'animals de granja a Nicasio, Califòrnia.
El 2018, Melaina Juntti, de New Hope Network va descriure Schinner com una "estrella del rock vegana". Schinner va estar entre les "28 dones que estan canviant el dret mundial ara mateix" de PopSugar, un projecte ajudat per ONU Dones.
El 2021, Schinner va ser inclosa dins la primera llista Forbes 50 de més de 50.
Schinner ha estat implicada en casos legals sobre lleis de producte que regulen l'etiquetatge de menjar vegà i ha argumentat que aquestes lleis violen la llibertat d'expressió.

## Vida personal
Schinner està casada amb l'advocat de San Francisco Michael Schinner. Té tres fills adults, Aki Chambers, jugador de bàsquet; Sera, i Cammy. L'últim sovint col·labora amb la seva mare amb els seus rodatges.

## Obra seleccionada
- Nishimoto, Miyoko. The New Now and Zen Epicure: Gourmet Vegan Recipes for the Enlightened Palate (en anglès). 2a.  Book Publishing Company, 2001, p. 242. ISBN 978-1570671142.
- Schinner, Miyoko. Japanese Cooking: Contemporary & Traditional [Simple, Delicious, and Vegan] (en anglès).  Book Publishing Company, 1999, p. 174. ISBN 978-1570670725.
- Schinner, Miyoko. Artisan Vegan Cheese: From Everyday to Gourmet (en anglès).  Book Publishing Company, 2012, p. 192. ISBN 978-1570672835.
- Schinner, Miyoko. The Homemade Vegan Pantry: The Art of Making Your Own Staples (en anglès).  Ten Speed Press, 2015, p. 224. ISBN 978-1607746775.